# San Andrés de Tumaco
San Andrés de Tumaco, spesso abbreviato in Tumaco, è un comune della Colombia facente parte del dipartimento di Nariño.
Si affaccia sull'Oceano Pacifico, a breve distanza dal confine con l'Ecuador.
Tumaco è notevole per i suoi resti archeologici legati alla Cultura Tumaco-Tolita, una delle più antiche del continente.